# Iljas Churi
Iljas Churi (ar. إلياس خوري Ilyās H̱ūrī, ur. 12 lipca 1948 w Bejrucie, zm. 15 września 2024) – libański prozaik, krytyk literacki, publicysta i intelektualista tworzący w języku arabskim. Autor kilkunastu powieści, z których część została przetłumaczona na języki obce. W latach 2003–2009 był redaktorem „Al-Mulhak as-Sakafi”, tygodniowego dodatku kulturalnego do libańskiego dziennika „An-Nahar”.
Wychował się w rodzinie chrześcijańskiej w bejruckiej dzielnicy Al-Aszrafijja, jednak wcześnie zbuntował się przeciw temu środowisku. W latach 70. pracował dla bejruckich instytucji Organizacji Wyzwolenia Palestyny. Uczestniczył w zakładaniu palestyńskiego pisma „Al-Karmal” (1981) przez Mahmuda Darwisza. Brał czynny udział w libańskiej wojnie domowej (1975-1990), co odzwierciedliło się m.in. w quasiautobiograficznej powieści Al-Dżabal al-Saghir ['Mała Góra'] z 1977 r. oraz artykułach prasowych. 
Pisarstwo Iljasa Churiego jest ściśle związane z Bejrutem, zwłaszcza w okresie libańskiej wojny domowej. W powieści Al-Wudżuh al-bajda ['Białe twarze'] symbolizują ją pobladłe cienie ludzi, a w Rihlat Ghandi as-Saghir ['Podróż Małego Ghandiego'] czarne wojskowe buty wroga. Bohaterem powieści Jalu ['Jalo'] z 2002 r. jest młody Asyryjczyk wychowany w kulturze przemocy, który mając za sobą bolesne doświadczenia jako bojownik chrześcijańskich Sił Libańskich, nie potrafi się odnaleźć w powojennej rzeczywistości Libanu. Inna ważna powieść Churiego, Bab asz-Szams ['Brama Słońca'] z 1998, zekranizowana przez egipskiego reżysera Jusriego Nasr Allaha, osnuta jest na kanwie wydarzeń konfliktu palestyńsko-izraelskiego; jej ramą są opowieści snute w szpitalu w Szatili (Bejrut) przez Chalila Junusowi, znajdującemu się w śpiączce przywódcy palestyńskiego ruchu oporu.

## Powieści
- An ilakat ad-da'ira (1975)
- Al-Dżabal as-Saghir (1977) ['Mała Góra']
- Abwab al-madina (1981) ['Bramy miasta']
- Al-Wudżuh al-bajda (1981) ['Białe twarze']
- Rihlat Ghandi as-saghir (1989) ['Podróż Małego Gandhiego']. Fragmenty w przekładzie polskim, "Literatura na Świecie", 11-12/2016 (544-545), str. 193-223, tłum. Marcin Michalski.
- Mamlakat al-ghuraba (1993) ['Królestwo obcych']
- Madżma al-asrar (1994) ['Skarbnica tajemnic']
- Bab asz-Szams (1998) ['Brama Słońca']
- Ra'ihat as-sabun (2000) ['Zapach mydła']
- Jalu (2002) ['Jalo']. Przekład polski: Jalo [2014], Wydawnictwo Karakter, tłum. Marcin Michalski.
- Ka-annaha na'ima (2007) ['Jak gdyby spała']
- Sinalkol (2012) ['Sinalcol']
- Aulad al-ghitu. Ismi Adam ['Dzieci getta. Mam na imię Adam'] (2016). Przekład polski: Dzieci getta. Mam na imię Adam (2021), Wydawnictwo Karakter, tłum. Hanna Jankowska.

## Opowiadania
- Al-Mubtada wa-al-chabar (1984) ['Podmiot i orzeczenie']

## Teksty krytyczne
- Tadżribat al-bahs an ufuk (1974)
- Dirasat fi nakd asz-szir (1979) ['Studia z krytyki poezji']
- Az-Zakira al-mafkuda (1982) ['Utracona pamięć']
- Zaman al-ihtilal (1985) ['Czas okupacji']